# Синон, Филип
Филип Синон (фр. Philip Sinon; род. 21 сентября 1963) — сейшельский легкоатлет, выступавший в беге на средние дистанции. Участник летних Олимпийских игр 1984 года.

## Биография
Филип Синон родился 21 сентября 1963 года.
В 1984 году вошёл в состав сборной Сейшельских Островов на летних Олимпийских играх в Лос-Анджелесе. В беге на 800 метров занял последнее, 8-е место в забеге 1/8 финала, показав результат 2 минуты 4,89 секунды и уступив 16,38 секунды попавшему в четвертьфинал с 4-го места Ахмеду Бель-Киссаму из Алжира. В беге на 1500 метров занял в четвертьфинале 9-е место (4.25,80), уступив 45,08 секунды попавшему в полуфинал с 4-го места Абди Биле из Сомали.
В том же году участвовал в соревнованиях «Дружба-84» в Москве, где проиграл в полуфинале бега на 800 метров (2.00,44).
В 1985 году завоевал бронзовую медаль на Играх островов Индийского океана в Кюрпипе в беге на 800 метров (1.53,21).
В 1986 году участвовал в Играх доброй воли в Москве. В беге на 800 метров выбыл в полуфинале (1.58,71).
В 1990 году выступал на Играх Содружества в Окленде. В беге на 800 метров выбыл в квалификации (1.53,17). В эстафете 4х400 метров сборная Сейшельских Островов заняла последнее, 7-е место (3.18,57).

## Личные рекорды
- Бег на 800 метров — 1.53,17 (29 января 1990, Окленд)[5]
- Бег на 1500 метров — 4.08,49 (1985)[5]